# Quận Ballard, Kentucky
Quận Ballard là một quận thuộc tiểu bang Kentucky, Hoa Kỳ.
Quận này được đặt tên theo Bland Ballard (1761–1853), người lính trong trận Fallen Timbers và trận sông Raisin. Theo điều tra dân số của Cục điều tra dân số Hoa Kỳ năm 2000, quận có dân số 8286 người. Quận lỵ đóng ở.

## Địa lý
Theo Cục điều tra dân số Hoa Kỳ, quận có diện tích 710 km2, trong đó có 57 km2 là diện tích mặt nước.

## Thông tin nhân khẩu
Theo điều tra dân số 2 năm 2000 của Cục điều tra dân số Hoa Kỳ, quận đã có dân số có 8.286 người, 3.395 hộ gia đình, và 2.413 gia đình sống trong quận hạt. Mật độ dân số là 33 trên một dặm vuông (13 / km2). Có 3.837 đơn vị nhà ở với mật độ trung bình là 15 trên một dặm vuông (5,8 / km 2). Cơ cấu chủng tộc của dân cư sinh sống trong quận này bao gồm 95,32% người da trắng, 2,87% da đen hay Mỹ gốc Phi, 0,08% người Mỹ bản xứ, 0,18% châu Á, Thái Bình Dương 0,02%, 0,08% từ các chủng tộc khác, và 1,44% từ hai hoặc nhiều chủng tộc. 0,63% dân số gốc Tây Ban Nha hay châu Mỹ La Tinh thuộc bất kỳ chủng tộc nào.
Có 3.395 hộ, trong đó 30,70% có trẻ em dưới 18 tuổi sống chung với họ, 59,60% là đôi vợ chồng sống với nhau, 8,00% có một chủ hộ nữ và không có chồng, và 28,90% là không lập gia đình. 25,80% hộ gia đình đã được tạo ra từ các cá nhân và 12,70% có người sống một mình 65 tuổi hoặc lớn tuổi hơn. Cỡ hộ trung bình là 2,39 và cỡ gia đình trung bình là 2,85.
Sự phân bố tuổi là 23,10% dưới độ tuổi 18,% 7,60 18-24, 27,70% 25-44, 25,40% từ 45 đến 64, và 16,20% từ 65 tuổi trở lên người. Độ tuổi trung bình là 40 năm. Đối với mỗi 100 nữ có 97,50 nam giới. Đối với mỗi 100 nữ 18 tuổi trở lên, đã có 94,00 nam giới.
Thu nhập trung bình cho một hộ gia đình trong quận đã đạt mức USD 32.130, và thu nhập trung bình cho một gia đình là USD 41.386. Phái nam có thu nhập trung bình USD 32.345 so với 20.902 USD của phái nữ. Thu nhập bình quân đầu người của dân cư quận là 19.035 USD. Có 10,70% gia đình và 13,60% dân số sống dưới mức nghèo khổ, bao gồm 19,30% những người dưới 18 tuổi và 15,40% của những người 65 tuổi hoặc hơn.